# Mahlsdorf (Golßen)
Mahlsdorf ist ein Ortsteil der Stadt Golßen im Landkreis Dahme-Spreewald in Brandenburg.

## Lage
Mahlsdorf liegt an der Grenze der Niederlausitz zwischen dem Niederen Fläming und dem Lausitzer Heideland. Umliegende Ortschaften sind das bereits im Landkreis Teltow-Fläming liegende Klasdorf im Norden, der zur Gemeinde Rietzneuendorf-Staakow gehörende Ortsteil Friedrichshof im Nordosten, Altgolßen im Südosten, die zur Gemeinde Steinreich gehörenden Ortsteile Sellendorf im Süden und Schenkendorf im Südwesten sowie das wiederum im Landkreis Teltow-Fläming liegende Groß Ziescht im Westen.
Im westlichen Teil der Gemarkung Mahlsdorfs verlaufen die Bundesstraße 96 von Baruth/Mark nach Luckau sowie die Bahnstrecke Berlin–Dresden.

## Geschichte und Etymologie

### 15. bis 17. Jahrhundert
Mahlsdorf wurde erstmals im Jahr 1474 als „Malstorff“ urkundlich erwähnt. Der Ort ist vermutlich nach einer Person mit dem slawischen Personennamen „Mal“ benannt. Das Rittergut Mahlsdorf stand damals unter der Grundherrschaft des Grafen zu Salms, gehörte damit zur Standesherrschaft Baruth und erschien am 17. Oktober 1527 als Malstorf sowie am 6. Mai 1581 als Malßdorf in den Akten. Die von Schlieben-Baruth verkauften das Dorf „welches alles im Mkgftm N/L gelegen samt einem wüsten Fleck dem ferne felde bei Mahlsdorf“ im Jahr 1581 an die von Buch-Baruth, die den Ort wiederum im Jahr 1596 an den Grafen zu Solms-Sonnewalde verkauften. Von dort kam er im Jahr 1655 an den Grafen zu Solms-Baruth, dessen Geschlecht das Dorf bis in die Mitte des 19. Jahrhunderts hielten.

### 18. bis 20. Jahrhundert
Im Dorf lebten im Jahr 1708 neun Bauern und zwei Kossätenfamilien; in Summe 22 Personen im Alter von 12 bis 60 Jahren. Zehn Jahre später waren es nur noch acht Hufner, dafür jedoch fünf Kossätengüter sowie im Jahr 1723 wiederum neun Bauern, zwei Kossäten und sechs Häusler, die elf Feuerstellen (=Haushalte) betrieben. Die Landwirte erwirtschafteten im Jahr 1755 eine durchschnittliche Ernte von 410 1⁄2 Dresdner Scheffel Korn, 2 Scheffel Weizen, 159 1⁄2 Scheffel Gerste, 58 Scheffel Hafer, 17 Scheffel Erbsen, 32 1⁄4 Scheffel Heidekorn und 7 1⁄2 Scheffel Lein. Die Dorfstruktur änderte sich in den darauffolgenden Jahrzehnten nur wenig. Im Jahr 1810 gab es neun Bauern, zwei Kossäten und sechs Häusler oder Büdner. Nach den Vereinbarungen des Wiener Kongresses kam Mahlsdorf 1815 an das Königreich Preußen. Aufgrund der geschichtlichen Zugehörigkeit zur Standesherrschaft Baruth war Mahlsdorf das einzige Dorf der Niederlausitz, welches dem Regierungsbezirk Potsdam zugeordnet wurde. Dort lag der Ort im Landkreis Jüterbog-Luckenwalde. Aus dem Jahr 1823 ist die Existenz eines Lehnschulzen überliefert, hinzu kamen acht Bauern und zwei Kossäten. Das Dorf war im Jahr 1869 insgesamt 2600 Morgen groß. In den Jahren 1897 bis 1899 entstand eine Saalkirche im neoromanischen Stil.
Am 25. Juli 1952 wurde Mahlsdorf dem neu gebildeten Kreis Luckau im Bezirk Cottbus zugeordnet. Nach der Wende lag die Gemeinde im Landkreis Luckau in Brandenburg und wurde nach der brandenburgischen Kreisreform vom 6. Dezember 1993 dem neu gebildeten Landkreis Dahme-Spreewald zugeordnet. Zum 1. Mai 1998 erfolgte die Eingemeindung Mahlsdorfs nach Golßen.
Am 30. August 1992 schloss sich die Gemeinde Mahlsdorf dem Amt Golßener Land an. Dieses fusionierte zum 1. Januar 2013 mit dem Amt Unterspreewald. Infolgedessen wurde das Amt Golßener Land aufgelöst und die Dörfer in das neu gebildete Amt Unterspreewald umgegliedert.

## Bevölkerungsentwicklung
| Jahr | Einwohner |
| ---- | --------- |
| 1875 | 161       |
| 1890 | 157       |
| 1910 | 138       |
| 1925 | 127       |
| 1933 | 185       |
| 1939 | 164       |
| 1946 | 217       |
| 1950 | 207       |
| 1964 | 152       |
| 1971 | 151       |
| 1981 | 122       |
| 1985 | 124       |
| 1989 | 117       |
| 1992 | 114       |
| 1996 | 99        |

## Kultur und Sehenswürdigkeiten

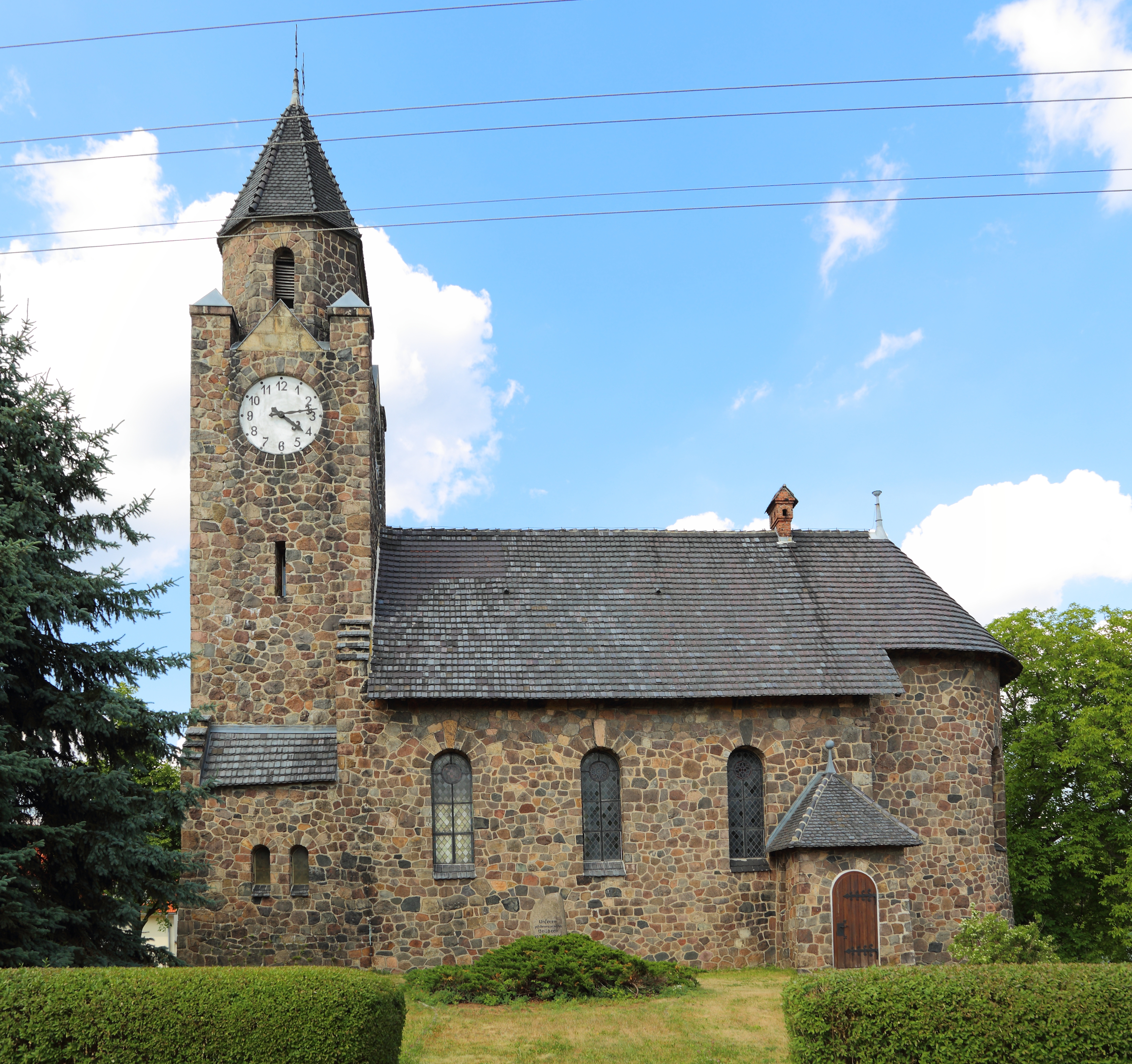
Dorfkirche Mahlsdorf

- Die Dorfkirche Mahlsdorf ist eine neoromanische Saalkirche mit eingezogener Apsis, die in den Jahren 1897 bis 1899 nach einem Entwurf des preußischen Architekten und Baurats Otto Techow entstand. Im Innenraum befindet sich eine Ausstattung, die nach einer Bewertung im Dehio-Handbuch als „gut erhalten“ bezeichnet wird. Die Ausmalung erfolgte im neuromanischen Stil.

## Nachweise
1. ↑  Amt Unterspreewald – Einwohnermeldeamt (Hrsg.): Einwohnerzahlen des gesamten Amtes Unterspreewald (mit Gemeinden und Orts-/Gemeindeteilen) zum Stand 1. Januar 2017. Schönwalde 27. Juli 2017 (Kontaktdaten [abgerufen am 6. Oktober 2017]).
2. ↑  Reinhard E. Fischer: Die Ortsnamen der Länder Brandenburg und Berlin: Alter – Herkunft – Bedeutung. be.bra Wissenschaft, Berlin 2005, S. 111.
3. ↑  Die Geschichte des Dorfes Mahlsdorf. Archiviert vom Original (nicht mehr online verfügbar) am 14. März 2017; abgerufen am 6. Oktober 2017.
4. ↑  Mahlsdorf im Geschichtlichen Ortsverzeichnis. Abgerufen am 6. Oktober 2017.
5. ↑  Historisches Gemeindeverzeichnis des Landes Brandenburg 1875 bis 2005. (PDF; 331 kB) Landkreis Dahme-Spreewald. Landesbetrieb für Datenverarbeitung und Statistik Land Brandenburg, Dezember 2006, abgerufen am 6. Oktober 2017.

Golßen (Kernstadt) mit Altgolßen, Landwehr und Prierow |
Mahlsdorf |
Zützen mit Gersdorf und Sagritz